# Eustachio Manfredi
Eustachio Manfredi (Bologna, 20 settembre 1674 – Bologna, 15 febbraio 1739) è stato un matematico, astronomo e poeta italiano.

## Biografia
Nato a Bologna da Alfonso Manfredi, notaio originario di Lugo, e da Anna Maria Fiorini, frequentò le scuole dei Gesuiti e si laureò in giurisprudenza nel 1691 all'Università di Bologna. Contemporaneamente si dedicò agli studi scientifici (matematica e astronomia) e alla letteratura.
La sua attività scientifica è stata imponente. Nel 1699 ottenne la cattedra di matematica all'Università di Bologna. Nel 1704 venne nominato "sopraintendente alle acque del Bolognese". Nel 1711 divenne direttore dell'osservatorio astronomico di Bologna, e pertanto professore di astronomia, carica che conservò fino alla morte. Il 29 novembre 1707, assieme a Vittorio Francesco Stancari, scoprì la cometa C/1707 W1. Fra le opere in ambito scientifico si ricordano Ephemerides motuum coelestium (1715-1725), De transitu Mercurii per solem anno 1723 (1724) e De gnomone meridiano bononiensi (1736) e Instituzioni astronomiche (1749), opera postuma.
Fu anche un poeta molto rinomato ai suoi tempi. Fece parte dell'Accademia dell'Arcadia con il nome di Aci Delpusiano.. Le Rime del Manfredi, uscite nel 1713 e poi in edizione definitiva postuma nel 1748 a cura dell'amico Giampietro Zanotti, sono generalmente d'occasione: appaiono infatti suggerite da vari avvenimenti dell'epoca (nascite, matrimoni, morti, ecc.), secondo un carattere peculiare della poesia arcadica, spesso appesantita dall'enfasi e dall'intellettualismo. La sua vena poetica si mostra in un gruppo di componimenti detti "per monaca", ispirati alla chiusura in convento di Giulia Caterina Vandi, una ragazza bolognese di cui Manfredi si era invaghito. Appartengono a questo gruppo la canzone "Donna, ne gli occhi vostri", giudicata il capolavoro di Manfredi, e numerosi sonetti di stile petrarchista.
Fu membro della Reale Accademia delle Scienze di Parigi dal 1726 e della Royal Society di Londra dal 1729.
Si deve a lui "la prima dimostrazione, pur se non cercata, del moto di rivoluzione della Terra intorno al Sole e, quindi, della realtà di un sistema eliocentrico". In seguito a questa scoperta, la Chiesa ammise la scientificità del sistema galileiano e rimosse dall'indice molte opere di Galileo.
Ebbe tre fratelli (Gabriele, Emilio ed Eraclito) e due sorelle (Maddalena e Teresa). Sia Gabriele che Eraclito furono come lui professori presso l'Università di Bologna, il primo come matematico e il secondo come medico. L'asteroide 13225 Manfredi è stato così chiamato in loro onore.

## Opere

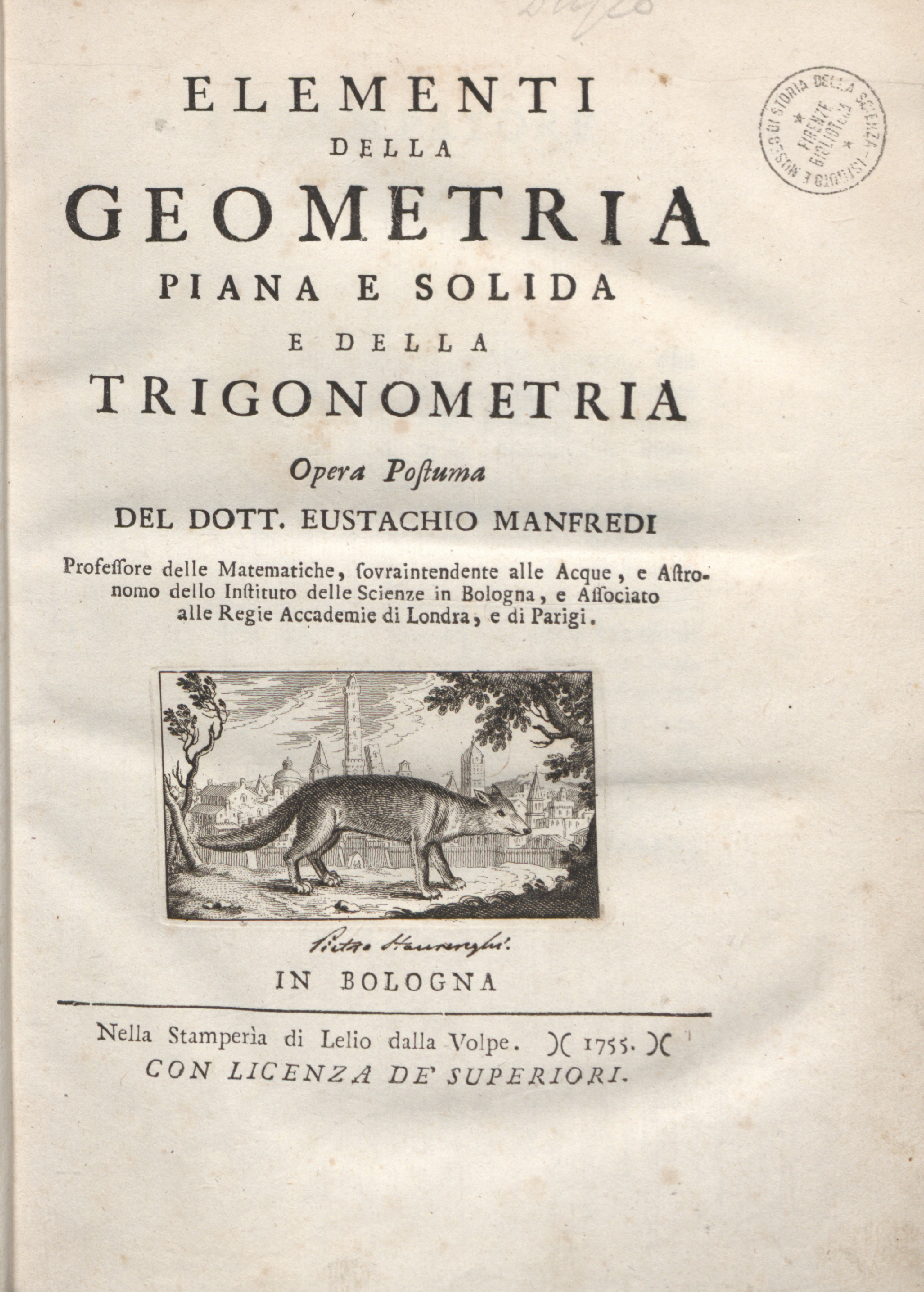
Elementi della geometria piana e solida e della trigonometria, 1755

- (LA) Epistola ad virum clarissimum Dominicum Quartaironium qua anonymi assertiones 16. pro reformatione calendarii ab illo impugnatae vindicantur, Venezia, Antonio Bortoli, 1705.
- Ephemerides motuum coelestium (1715-1725)
- Replica de' bolognesi ad alcune considerazioni de' sig.ri ferraresi nella materia delle acque, S. l., sn, 1717.
- Sopra le pretese variazioni seguite nel Reno e nel Panaro e nel Po’ dopo l'anno 1693, S. l., Conti Roma?, 1717.
- Compendio et esame del libro pubblicato in Modena col titolo Effetti dannosi che produrrà il Reno se sia messo in Po' di Lombardia, In Roma, Stamperia Camerale Roma, 1718.
- (LA) Mercurii ac Solis congressus in astronomica specula Bononiensis Scientiarum Instituti observatus die 9. novembris 1723, 1724.
- De transitu Mercurii per solem anno 1723 (1724)
- (LA) Novissimae ephemerides motuum coelestium e Cassinianis tabulis ad meridianum Bononiae supputatae, Bologna, Costantino Pisarri, 1725.
- (LA) De annuis inerrantium stellarum aberrationibus, Bononiae, Costantino Pisarri, 1729.
- Compendiosa informazione di fatto sopra i confini della comunità ferrarese d'Ariano con lo stato veneto 1735, S.l., sn, 1735.
- (LA) De gnomone meridiano Bononiensi ad divi Petronii deque observationibus astronomicis eo instrumento ab ejus constructione ad hoc tempus peractis, Bononiae, Lelio dalla Volpe, 1736.
  - De gnomone meridiano bononiensi, Bologna, 1736.
- Instituzioni astronomiche, In Bologna, nella stamperia di Lelio dalla Volpe, 1749.
  - Instituzioni astronomiche, Bologna, 1749.
- Elementi della geometria piana e solida e della trigonometria, In Bologna, Lelio dalla Volpe, 1755.
- Domenico Guglielmini, Della natura de' fiumi  - Nuova edizione con le annotazioni di Eustachio Manfredi, Bologna, 1739.

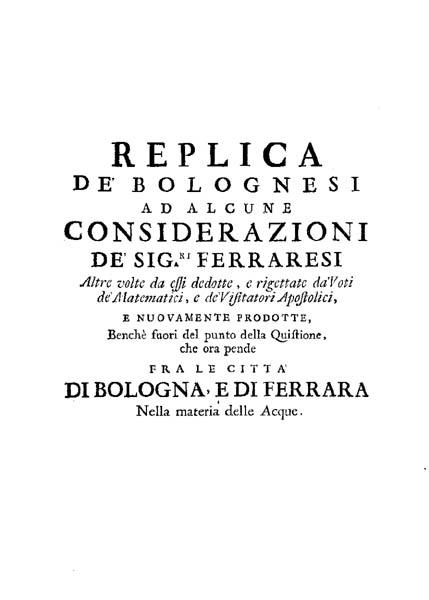
Replica de' bolognesi ad alcune considerazioni de' sig.ri ferraresi nella materia delle acque, 1717
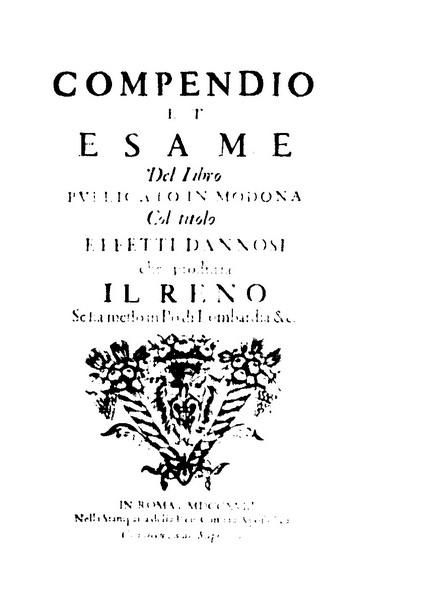
Compendio et esame del libro pubblicato in Modena col titolo Effetti dannosi che produrrà il Reno se sia messo in Po' di Lombardia, 1718
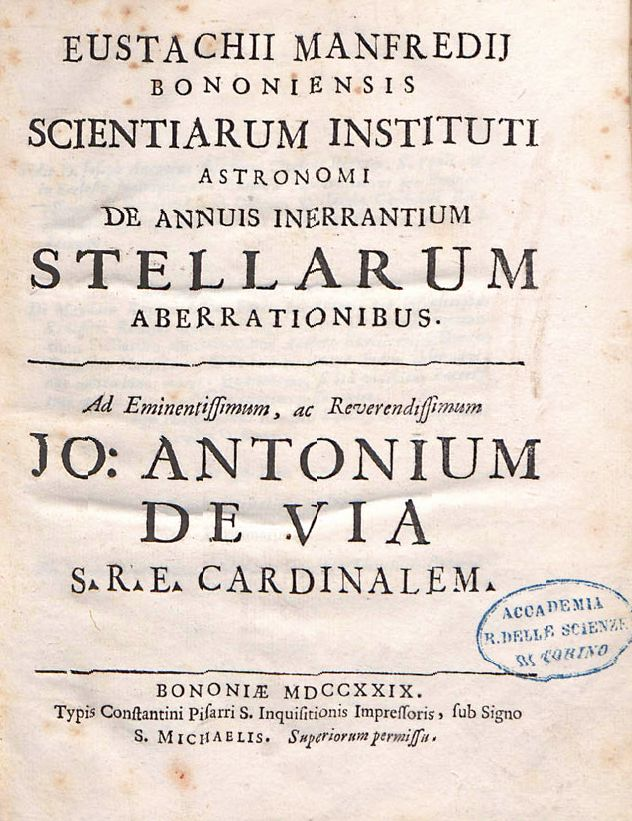
De annuis inerrantium stellarum aberrationibus, 1729
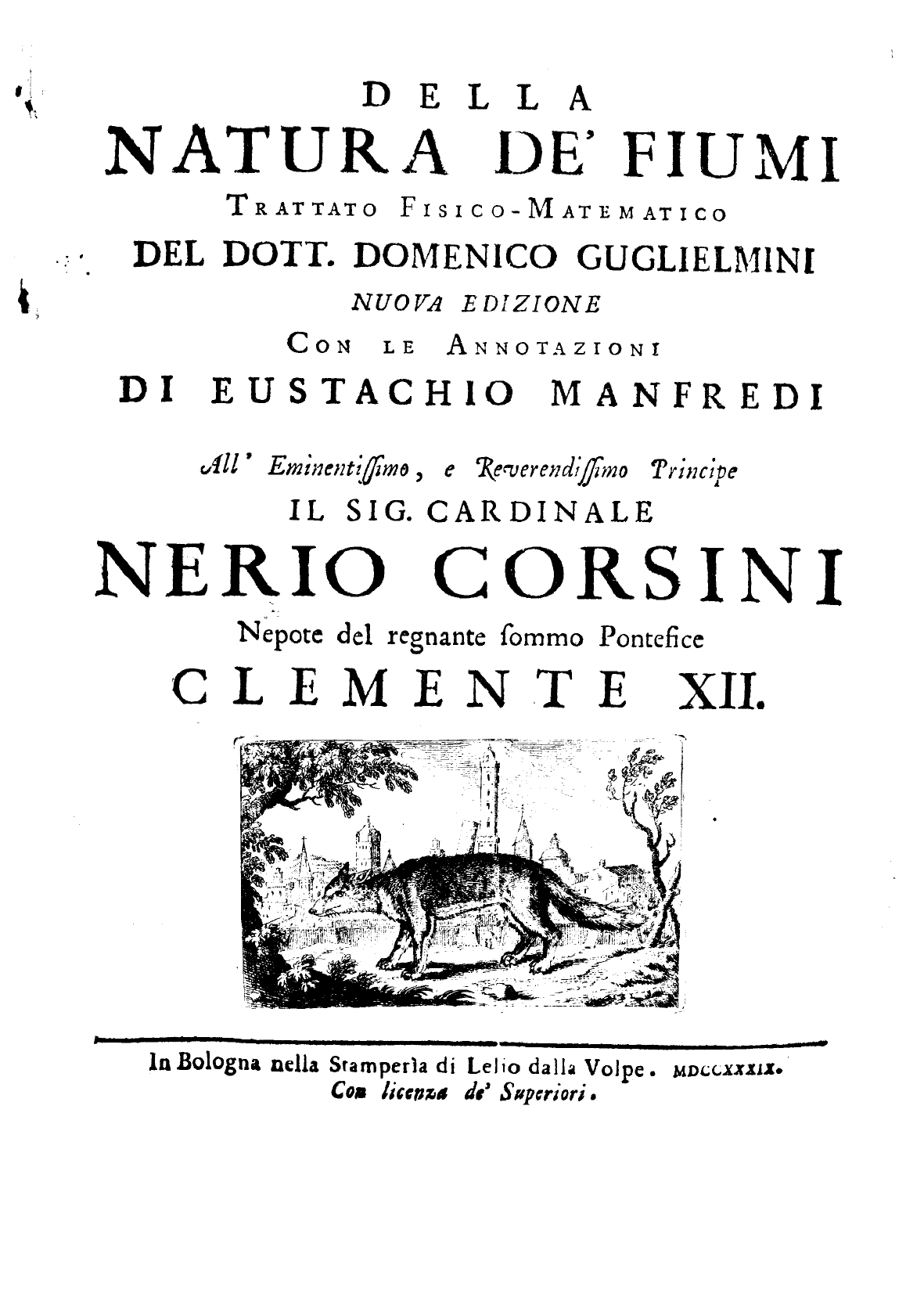
Domenico Guglielmini, Della natura de’ fiumi, trattato fisico-matematico. Nuova edizione con le annotazioni di Eustachio Manfredi, 1739